# Joe Grant
Joe Grant, född den 15 maj 1908 i New York, död 6 maj 2005 i Glendale, Kalifornien, var nära medarbetare till Walt Disney. Han arbetade på flera avdelningar inom företaget. Tillsammans med Dick Huemer skrev han manus till filmen Dumbo. Han skrev och tecknade också de första utkasten till Lady och Lufsen.